# Zenopsis conchifer
Zenopsis conchifer is een straalvinnige vissensoort uit de familie van zonnevissen (Zeidae). De wetenschappelijke naam van de soort is voor het eerst geldig gepubliceerd in 1852 door Lowe. De vis kan maximaal 80 cm lang en 3200 gram zwaar worden.

## Leefomgeving
Zenopsis conchifera is een zoutwatervis. De vis prefereert een diepwaterklimaat en heeft zich verspreid over de drie belangrijkste oceanen van de wereld (Grote, Atlantische en Indische Oceaan). De diepteverspreiding is 50 tot 600 m onder het wateroppervlak.

## Relatie tot de men s
Zenopsis conchifera is voor de visserij van aanzienlijk commercieel belang. In de hengelsport wordt er weinig op de vis gejaagd.